# Lamaniter
Lamaniter var enligt Mormons bok ett folkslag som var i opposition till Nephiterna. Lamaniterna var det folket som hade gått emot Nephis folk och dess lära, de skulle vara det folket som var orättfärdiga, vittnar Nephiternas lära. Två av Nephis bröder, Laman och Lemuel skulle senare tillhöra Lamaniterna, de valde att skilja sin väg och leva efter sina egna val och vägar. Laman och Lemuel var också de som gav folkslaget sin grund.
Lamaniternas existens har aldrig kunnat bekräftas av historiker eller arkeologer.